# Piet de Jong
Petrus Josef Sietse "Piet" de Jong (Apeldoorn, 3 de abril de 1915 - Haia, 27 de julho de 2016) foi um ex-primeiro-ministro dos Países Baixos, tendo ocupado o cargo entre 1967 e 1971. De Jong foi o mais longevo ex-primeiro-ministro neerlandês, com 101 anos de idade.

## Biografia
Após concluir o ensino secundário, ele ingressou na marinha dos Países Baixos em 1931 e depois na escola naval de Den Helder. Em 1934 ele recebeu a patente de subtenente e de 1935 a 1947 serviu em submarinos. A 23 de maio de 1940, durante a Segunda Guerra Mundial, ele fugiu para o Reino Unido a bordo do submarino 0-24 como primeiro-oficial. A partir de meados de 1944 ele se tornou comandante daquela embarcação. Em abril de 1946 ele retornou a bordo do mesmo submarino para os Países Baixos. Em 1947 ele foi comissionado junto ao corpo administrativo da Marinha neerlandesa, e em 1948 tornou-se adjunto do ministro da Marinha.
De 25 de junho de 1959 a 24 de julho de 1963 De Jong foi secretário de estado do Ministério da Defesa durante a administração De Quay, e logo em seguida foi nomeado Ministro da Defesa durante os governos Marijnen, Cals e Zijlstra. De 5 de abril de 1967 a 6 de julho de 1971 De Jong foi primeiro-ministro dos Países Baixos e ministro de assuntos gerais. Naquela época, tornou-se também membro do Senado, onde serviu de 1971 a 1974 como lider do Partido do Povo Católico - KVP. Após o fim de sua carreira política, ocupou diversos cargos na indústria e de supervisão.
Em 2001 o ex-deputado Hans Wiegel saudou De Jong como "talvez o melhor Primeiro-Ministro dos Países Baixos após o fim da Segunda Guerra Mundial.